# Az emberi idegrendszer részei és funkciói
Az emberi idegrendszerrel foglalkozó szócikkben az idegrendszer fontosabb általános tulajdonságai és működései kerültek tárgyalásra. Jelen szócikk részletesebb vázlatként, vagy tartalomjegyzékként tekinti át az idegrendszer egyes részeit és azok működéseit. Mivel terjedelmi okok itt is korlátozzák a témák részletesebb kifejtését, általában itt minden részről csak egy rövid összefoglalás/meghatározás szerepel. Az agyidegekről a felsorolásban nem szereplő külön szócikkek vannak.

## A gerincvelő
A gerincvelő medulla spinalis a központi idegrendszernek a gerinccsatornában elhelyezkedő része. Emiatt a gerincet érő - általában baleseti - sérülések esetén gyakran károsodik. Mivel a központi idegrendszer benne futó pályái és saját működései reflexei is életfontos szervvé teszik, - ugyanakkor önhelyreállító (regenerációs) képessége minimális, érthető, hogy balesetek esetén miért olyan fontos a gerincvelő megóvása.

## Gerincvelői idegek és idegfonatok
Idegfonatokat a gerincvelői idegek elülső ágai egymáshoz kapcsolódva és átrendeződve ott képeznek, ahol ennek anatómiai akadálya nincs. Ilyenek a nyaki (plexus cervicalis), a kar- (plexus brachialis), az ágyéki (plexus lumbalis), a keresztcsonti (plexus sacralis) fonatok, ez utóbbi két részből, az ülő (plexus ischiadicus) és a szemérem-végbél (plexus pudendo-haemorrhoidalis) fonatokból áll.

## Fájdalom
A fájdalom olyan érzés, amely potenciális szöveti károsodásokkal járó sérülések veszélyére figyelmeztet, és arra készteti az egyént, hogy azokat elkerülje, vagy megfelelően kezelje. 

## Agytörzs
Az agytörzs az idegrendszernek viszonylag kisméretű, de működésileg életfontosságú része. Életfontos jelentősége egyrészt abból következik, hogy viszonylag kis területen sok agyidegi mag helyezkedik el, amelyek az agytörzsön végighúzódó hálózatos állomány formatio reticularis neuronjainak közvetítésével fontos reflexközpontokat képeznek, és ezeknek kisebb sérülése is életveszélyes lehet.

## Kisagy
A kisagy (cerebellum) tudatunktól függetlenül biztosítja az akaratlagos izmok egyenletes összehúzódását és összehangolja működéseiket, beleértve az ellentétes működésű (antagonista) izomcsoportokét is. A kisagy összeköttetései a központi idegrendszer egyéb részeivel, a testtartást és az akaratlagos mozgást szolgálják. Fontos az a körülmény, hogy kisagyféltekék a test azonos oldali izmainak mozgásait kontrollálják, valamint az, hogy a kisagynak nincsenek közvetlen pályái az alsó motoros neuronokhoz, hanem befolyása azokra közvetve, az agykérgen és az agytörzsön keresztül érvényesül.

## Nagyagy

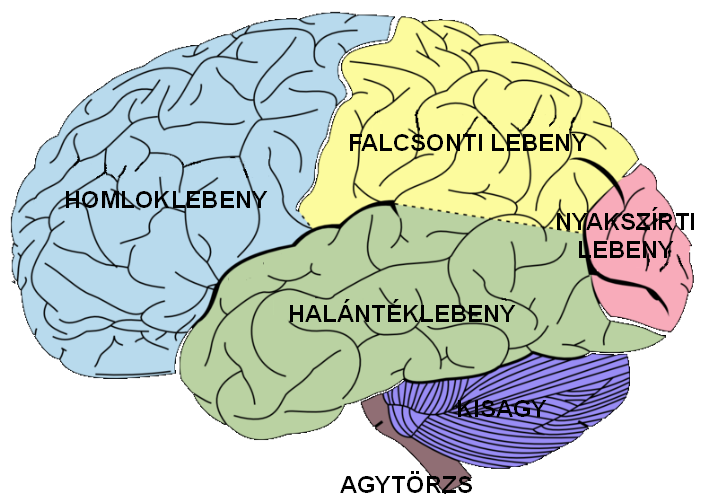
Az emberi agy sémás képe oldalnézetben

A nagyagy (cerebrum) (agyféltekék) a végagyból (telencephalonból) fejlődnek ki, és az agy legnagyobb méretű részét képezik. Minden félteke felszínét szürke állomány, az agykéreg borítja, emellett a fehér állományban beágyazva is vannak szürke állományból álló részek, a törzsdúcok; a féltekék üregét az oldalkamrák képezik. A fehérállományban a fel- és leszálló pályáknak vannak olyan kritikus részei, mint a (capsula interna), ahol gyakoriak a kóros elváltozások. Az agykéreg (cortex cerebri) a központi idegrendszer legmagasabb szintje és mindig az alsóbb centrumokkal együttműködve funkcionál. Az agykéreg hatalmas mennyiségű információt kap az idegrendszer más szintjeiről, valamint az érzékszervekből, ezekre pontos válaszokkal reagál, és megfelelő változásokat idéz elő. Sok választ öröklött programok befolyásolnak, míg másokhoz az egyén élete során megtanult, és a kéregben elraktározott programok adják a keretet. Az emberi agykéreg teljesen beborítja az agyféltekéket. Szürkeállományból áll, -becsült adatok szerint - tízmilliárd (1012) neuront tartalmaz. Az agykéreg különböző mezői funkcionálisan specializálódottak. Nagysága és komplex felépítése teszi alkalmassá azokra a magasabbrendű működésekre, amelyek csak az emberi idegműködések tulajdonságai; ilyenek az elvont gondolkodás, a tudatosság, az intelligencia, a történelmi és társadalmi szintű összefüggések felismerése , elraktározása és alkalmazása, a beszéd, a nyelvtanulás, a szerszámhasználat, a bonyolult szerkezetek tervezésére való képesség, az irodalmi  és művészeti alkotómunka, a különböző embercsoportok együttműködése, a viselkedési szabályrendszerek megalkotása  és fejlesztése  stb.

## Köztiagy
A köztiagyat (diencephalon) a harmadik agykamra (ventriculus tertius) és az azt határoló részek alkotják. Funkcionálisan meghatározó része a hipotalamusz, amely a szervezet minden fontos élettani működését befolyásolja. Kontrollálja és integrálja az autonóm idegrendszer és az endokrin rendszer működését, alapvető szerepet játszik a szervezet (homeostasisának; a belső környezet összetevőinek állandósága) fenntartásában. Közreműködik a testhőmérséklet szabályozásában, a testfolyadékok viszonylagosan állandó összetételének biztosításában, a táplálék- és vízfelvétel elősegítésében, a szexuális viselkedés és az érzelmi élet alakításában.

## Harmadik agykamra
A harmadik agykamra (ventriculus tertius) egy sagittalis rés a kétoldali talamusz és hipotalamusz között. Elől a páros oldalkamrákkal áll összeköttetésben a Monro-féle nyílások közvetítésével, hátul az aqueductus cerebri a negyedik agykamrával köti össze. A harmadik agykamrának elülső, hátsó, oldalsó felső és alsó fala van, üregét ependyma béleli. Az elülső falát egy vékony szürkeállomány réteg, a  határlemez (lamina terminalis) alkotja. A (hátsó fal) az aqueductus cerebri benyílása. Az oldalsó falát felül a talamusz, alul a hipotalamusz medialis felszíne képezi,  Ezt a két részt egy barázda (sulcus hypothalmicus) választja el egymástól. Funkcionális jelentőségét elsősorban a falának alkotásában részt vevő hipotalamusz adja.

## Agyféltekék makroszkópos kinézete
A páros agyféltekék (hemispherium) az agy legnagyobb méretű alkotórészei, amelyeket a középsíkban elhelyezkedő mély hosszanti hasadék a (fissura longitudinalis cerebri) választ el egymástól. A hasadékban található a kemény agyhártya egy sarló alakú redője, a nagy agysarló (falx cerebri) és az elülső agyi artériák.  A hasadék mélyén van a kérges test (corpus callosum), a két agyféltekét a középsíkon keresztül összekötő legnagyobb pályarendszer.  A kemény agyhártya egy másik horizontális redője, a kisagysátor (tentorium cerebelli) választja el a féltekéket a kisagytól. Az agykéreg felszínének a maximálása érdekében mindkét félteke felszíne redőkbe gyűrődve tekervényeket (gyrus) alkot, amelyeket barázdák (sulcus) vagy hasadékok (fissura) választanak el egymástól. Szokás szerint a féltekéken lebenyeket (lobus) különböztetnek meg, amelyek arról a koponyacsontról kapják a nevüket, amely alatt elhelyezkednek. A központi (sulcus centralis), a fal-nyakszirti (parietooccipitalis), az oldal (lateralis), a madársarkantyú (calcarinus) barázdák olyan képződmények a felszínen, amelyek segítségével a féltekéken a homloki (frontalis), a fali (parietalis), a halántéki (temporalis) és a nyakszirti (occipitalis) lebenyek határai meghatározhatók. Az agyféltekék makroszkópiájának ismerete fontos a speciális működésű kérgi mezők helyének meghatározásához.

## A  hálózatos állomány
A hálózatos állomány (formatio reticularis) egy hálózatos szerkezet, amelyet idegsejtek és idegrostok alkotnak. A központi idegrendszer tengelyében a gerincvelőtől a nagyagyig nyúlik. Nagyon fontos idegpályákat és idegi magokat valamint szabályozó központokat tartalmaz. A legtöbb érző rendszer felől kap információkat, és efferens rostjai a központi idegrendszer valamennyi szintjéhez eljutva befolyásolják az idegsejtek működését. 

## A  határkérgi  rendszer
A limbikus rendszer (határkérgi rendszer) elnevezése a limbus szóra vezethető vissza, amely szélt, vagy határt jelent, és a (limbikus rendszer) elnevezést nagyjából azoknak a képleteknek a csoportjára használták, amelyek az agykéreg és a hipotalamusz határterületén helyezkednek el. Ma már ismert, hogy a limbikus rendszer számos más képletet is magába foglal azokon kívül, amelyek ezen a határon találhatók.

## Törzsdúcok (basalis magvak vagy basalis ganglionok) és összeköttetéseik.
A törzsdúcok és összeköttetéseik fontos szerepet játszanak a testtartás és az akaratlagos mozgások szabályozásában. A központi idegrendszer számos, a motoros működések kontrolljában szerepet játszó egyéb részeitől eltérően, a törzsdúcoknak nincsenek közvetlen afferens vagy efferens összeköttetéseik a gerincvelővel. Az itt következő rész ismerteti a törzsdúcok anatómiáját, elhelyezkedésüket, összeköttetéseik és működéseiket. Ez egyben alapot teremt azoknak az összefüggéseknek a megértéséhez, amelyek az előbbiek és az idegrendszer ezen részének betegségei között fennállnak.

## A  talamusz és  összeköttetései
A talamusz az agytörzs elülső végénél helyezkedik el, és fontos átkapcsoló valamint információkat integráló állomásként működik azon ingerületek viszonylatában, amelyek az agykéreg valamelyik részéhez, a törzsdúcokhoz, a hipotalamuszhoz és az agytörzshöz futnak. Az alábbiak egy igen rövid áttekintést adnak az idegrendszer egy nagyon komplex részéről, kihangsúlyozva azt, hogy a talamusz az idegrendszer nagyon sok, az idegrendszer más részeihez futó felszálló és leszálló pályájában foglal el központi helyet.

## Hipotalamusz
A hipotalamusz (hypothalamus) szabályozza a szervezet belső környezetének viszonylagos állandóságát (homeosztázis) az autonóm idegrendszeren és az endokrin rendszeren keresztül, és alapvető szerepet játszik az  érzelmi (emocionális) magatartásban. 

## Az autonóm (vegetatív) idegrendszer
Az autonóm (vegetatív) idegrendszer és az endokrin rendszer a hipotalamusz központi funkciójának alárendelve, de azzal szoros visszacsatolásban szabályozza a szervezet belső környezetét. Azaz alapvető szerepük van a homeostasis fenntartásában. Az ezzel foglalkozó szócikkben ismertetésre kerül az autonóm idegrendszer szerkezeti felépítése, kapcsolatai az idegrendszer más részeivel és az endokrin rendszerrel, valamint felsőbb központjainak irányító működései. Említésre kerülnek a szimpatikus és paraszimpatikus részei közötti anatómiai, élettani és fontosabb gyógyszertani különbségek.

## Néhány  fontos  autonóm  (vegetatív)  beidegzés
Az autonóm (vegetatív) idegrendszer általános ismeretén túl gyakorlati szempontból elengedhetetlen az autonóm idegrendszer által beidegzett fontos szervek szimpatikus és paraszimpatikus hatásokra való reagálása. Ez ad alapot az autonóm idegrendszerhez kapcsolódó kóros működések jellegének felismeréséhez, és megfelelő gyógyszeres befolyásolásához. 

## Az agy és a gerincvelő burkai (meninges)
Az agyhártyák szócikkben ismertetésre kerül annak a három agyhártyának a szerkezete és funkciói, amelyek beburkolják az agyat és a gerincvelőt. Bemutatásra kerülnek a koponya vénás öblei (sinusai) valamint az, hogy az agyhártyák hogyan vesznek részt faluk alkotásában. 

## Az agykamrák rendszere, az agy-gerincvelői folyadék, a vér-agy és a vér-liquor gát
Agykamrák alatt az agy belsejében elhelyezkedő, négy folyadékkal telt üreget értünk; ezek a kétoldali oldalkamra (ventriculus lateralis), a harmadik agykamra (ventriculus tertius) és a negyedik agykamra (ventriculus quartus). A két oldalkamra a Monroe-féle lyukak nyílásain (foramen interventriculare) keresztül közlekedik a harmadik agykamrával.
A harmadik agykamrát és negyedik agykamrát egy szűk járat (aqueductus cerebri; Silvius-csatorna) köti össze. A negyedik agykamra ürege egyrészt folytatódik a gerincvelő szűk központi csatornájába (canalis centralisába), másrészt a tetején lévő három nyíláson keresztül  összeköttetésben áll a pókhálóhártya alatti (subarachnoidealis térrel). A gerincvelő központi csatornája  az alsó végénél egy kis tágulattal rendelkezik, ez a ventriculus terminalis. A kamrákat mindenütt ependyma béleli, és belsejüket agy-gerincvelői folyadék (liquor cerebrospinalis) tölti ki. Fejlődéstanilag az agykamrák a velőcső üregének származékai.

Agy-gerincvelői folyadék. A központi idegrendszer belső üregrendszerét kitölti, külső felszínét pedig körülveszi egy színtelen, átlátszó folyadék, az agy-gerincvelői folyadék (liquor cerebrospinalis). Az adott szócikkben a  ismertetésre kerül ennek a fontos folyadéknak elhelyezkedése, funkciói, képződése és felszívódása, különös hangsúlyt helyezve a folyadék klinikai jelentőségére. A vér-agy gát és a vér-liquor gát szerkezetét és jelentőségét szintén leírásra kerül. Ezeknek köszönhető az, hogy az agy jelentős mértékben védett a potenciálisan toxikus hatóanyagoktól és más külső eredetű anyagoktól. Hátrány viszont, bizonyos gyógyszerek agyállományba történő bejuttatását is megnehezíti.

## Az agy és a gerincvelő vérellátása
Az agyat a kétoldali belső fejverőér (arteria carotis interna) és a kétoldali gerincmenti verőér (arteria vertebralis) látja el. A négy artéria az agyalapon a pókhálóhártya alatti (subarachnoidealis) térben helyezkedik el, és egymást összekötő (anasztomizáló) ágaival alkotja az agyalapi artériás gyűrűt (circulus arteriosus cerebri; Willis-féle agyalapi artériás gyűrű, vagy hatszög). 
A gerincvelő artériás vérellátását három kis artériából kapja, a két hátsó gerincvelői verőérből  (arteria spinalis posterior) és az egy elülső gerincvelői verőérből (arteria spinalis anterior). Ezeket a hosszanti lefutású artéiákat kis, szegmentális elrendeződésű artériák erősítik, amelyek a gerinc külső részénél erednek és a gerinccsatornába a foramen intervertebralékon keresztül lépnek be. Ezek az erek a gerincvelő felszínén anasztomozálnak és ágakat küldenek a fehér- és a szürkeállományba. Az erősítő artériák méreteiben és szegmentális előfordulásában jelentős variációk vannak.

## Az idegrendszer fejlődése
Ez a rész egy rövid, vázlatos áttekintést ad az idegrendszer fejlődéséről. Segítséget nyújt az idegrendszer különböző részei egymáshoz való viszonyának megértéséhez és felidézéséhez. Sok esetben arra is magyarázattal szolgál, hogy a különböző idegpályák hogyan jutnak be a szürkeállomány központi részeibe.
.